# 14-та армія (Третій Рейх)
14-та а́рмія (нім. 14. Armee) — польова армія Вермахту в роки Другої світової війни.

## Історія
14-та польова армія (нім. 14. Armee) була сформована 1 серпня 1939 року на базі штабу 5-ї групи армій (нім. Heeresgruppe 5) у Відні. З 1 вересня 1939 року армія у складі групи армій «Південь» (нім. Heeresgruppe Süd) брала участь в кампанії на території Польщі, здійснивши захват південних її районів, наступаючи спільно із словацькими частинами. Після закінчення активних бойових дій армія була перейменована на 12-ту польову армію (нім. 12. Armee).
Знов армія була створена 18 листопада 1943 року для операцій на території Італії. З листопада 1943 року частини армії здійснювали окупаційні функції на півночі країни, а потім і в центральній її частині. В ході важких оборонних боїв в 1944 році і початку 1945 років з'єднання армії не дозволили союзникам оточити їх і поступово відступили до Північної Італії, де і капітулювали 2 травня 1945 року.

## Склад армії
| Військові формування 14-ї армії | |
| Постійні                        | |
| 1939                            | - 520-та комендатура тилу (Korück 520); - 521-ше армійське управлення постачань (Armee-Nachschubführer 521); - 521-й армійський полк зв'язку (Armee-Nachrichten-Regiment 521). |
| 1944                            | - 511-та комендатура тилу (Korück 511); - 524-й армійський полк зв'язку (Armee-Nachrichten-Regiment 524); - 583-тє командування армійських частин постачання (Kommandeur Armee-Nachschub-Truppen 583). |
| Непостійні                      | |
| 1 вересня 1939                  | - 8-й армійський корпус (VIII. Armeekorps); - 17-й армійський корпус (XVIII. Armeekorps); - 18-й армійський корпус (XVIIII. Armeekorps); |
| 3 грудня 1943                   | - 87-й армійський корпус (LXXXVII. Armeekorps); - 51-й гірський корпус (LI. Gebirgs-Armekorps); - 1-й танковий корпус Лейбштандарте-СС «Адольф Гітлер» (I. SS-Panzerkorps «Leibstandarte Adolf Hitler»); - 2-й танковий корпус СС (II. SS-Panzerkorps); - група «Віттхефт» (Gruppe Witthöft); - 278-ма піхотна дивізія (278. Infanterie-Division); - 188-ма гірсько-піхотна дивізія (188. Gebirgs-Division). |
| 11 травня 1944                  | - 76-й танковий корпус (LXXVI. Panzerkorps); - 1-й парашутний корпус (I. Fallschirmkorps); - 92-га піхотна дивізія (92. Infanterie-Division). - 29-та панцергренадерська дивізія (29. Panzergrenadier-Division). |
| 13 жовтня 1944                  | - 14-й танковий корпус (XIV. Panzerkorps) - 1-й парашутний корпус. |
| 12 квітня 1945                  | - 51-й гірський корпус - 14-й танковий корпус. |

## Командування

### Командувачі
- генерал-полковник Вільгельм Ліст (нім. Wilhelm List) (1 серпня — 13 жовтня 1939);
- генерал-полковник Ебергард фон Маккензен (нім. Eberhard von Mackensen) (18 листопада 1943 — 5 червня 1944);
- генерал танкових військ Йоахім Лемельзен (нім. Joachim Lemelsen) (5 червня — 15 жовтня 1944);
- генерал танкових військ Фрідолін фон Еттерлін (нім. Fridolin von Senger und Etterlin) (15 жовтня — 24 жовтня 1944);
- генерал артилерії Гайнц Ціглер (нім. Heinz Ziegler) (24 жовтня — 22 листопада 1944);
- генерал танкових військ Трауготт Герр (нім. Traugott Herr) (22 листопада — 12 грудня 1944);
- генерал від інфантерії Курт фон Тіппельскірх (нім. Kurt von Tippelskirch) (12 грудня 1944 — 22 лютого 1945);
- генерал танкових військ Йоахім Лемельзен (нім. Joachim Lemelsen) (22 лютого — 2 травня 1945).